# Barbie Dreams (Fifty Fifty歌曲)
《Barbie Dreams》是一首由南韓女子團體FIFTY FIFTY與美國饒舌歌手Kaliii合作演唱的歌曲。該曲於2023年7月6日由大西洋唱片片和华纳唱片發行，作為《芭比》中的第二支宣传单曲。

## 背景介紹
2023年5月25日，參與電影《Barbie芭比》原聲帶的藝術家名單公布，其中包括南韓女團FIFTY FIFTY以及美國饒舌歌手Kaliii。同一天，FIFTY FIFTY所屬經紀公司ATTRAKT也證實，他們將在原聲帶中推出名為《Barbie Dreams》的歌曲，並邀請Kaliii合作。歌曲於2023年7月6日正式在數位平台上架，供用戶下載和串流播放。

## 制作
《Barbie Dreams》由Kaliii與多位創作者共同譜寫，包括FAANGS、JBACH、James Harris、Janet Jackson、Marc Raymond Ernest Sibley、Mike Caren、Nicholaus Joseph Williams、Nathan Cunningham、Randall Hammers、Terry Lewis以及Tramaine Winfrey，並由製作團隊Space Primates操刀製作。這首歌屬於泡泡糖音樂，其中巧妙融入了Janet Jackson 1997年經典單曲《再度重逢》的旋律元素。
歌曲中，Fifty Fifty以輕快的歌聲描繪了與朋友們共享奢華生活的氛圍，展現了一種追求夢想與美好生活的樂觀態度，而Kaliii則透過饒舌段落進一步彰顯了她步入名流生活的自信與魅力，充分傳達出歌曲主題——活出自我、實現夢想的正能量。

## 音樂錄影帶
《Barbie Dreams》的音樂錄影帶原本計劃拍攝，但最終因爆發FIFTY FIFTY第一代成員經紀權糾紛事件而取消。ATTRAKT的代表表示，音樂錄影帶的拍攝最初因成員Aran進行手術並需要兩個月的康復時間而延期。然而，在團員向法院提出終止與經紀公司的專屬合約後，錄影帶製作計劃隨之全面取消。

## 榜單
| 榜单（2023）                   | 最高位置 |
| ------------------------------ | -------- |
| New Zealand Hot Singles (RMNZ) | 18       |
| South Korea Download (Circle)  | 81       |

## 發行歷史
| 地區 | 日期         | 格式                  | 廠牌            | Ref.   |
| ---- | ------------ | --------------------- | --------------- | ------ |
| 全球 | July 6, 2023 | 數位音樂下載 串流媒體 | Atlantic Warner | [ 11 ] |